# 第4屆女子省港盃
第4屆女子省港盃（英語：The 4th Girls Guangdong–Hong Kong Cup），賽事於2019年1月6日進行，在廣東省人民體育場上演，最終廣東隊以6比2戰勝香港隊。
1月9日進行友誼賽，在香港大球場上演，雙方以2比2言和。